# Crkvenica
Die Crkvenica (serbisch-kyrillisch Црквеница) ist ein bosnischer Fluss. Es ist ein rechter Nebenfluss der Vrbanja.
Er entspringt zwischen den nordwestlichen Hängen der Berge Očauš und Šipraška brda bei Šiprage  (Gemeinde Kotor Varoš) auf etwa 1.200 m  über dem Meeresspiegel und fließt Richtung Südosten.
Der Fluss entwässert den zentralen Teil der nördlichen Hänge der Dinarischen Alpen und mündet nach einer Länge von 12 km in Šiprage. Er ist für seine Wassermühlen bekannt; in den 1950er Jahren zählte man etwa 18.
Das schmale Quellgebiet liegt im Bereich des Zusammenflusses von Vrbas und Bosna.
Die Grabsteine aus Kalktuff am Flussufer sind ein Relikt aus der Bogomilen-Siedlung im 12. Jahrhundert. Die Stecci (Grabsteine) befanden sich ursprünglich an der Mündung der Crkvenica in die Vrbanja. Nach ihrem Abbruch wurden sie in die Wände der umliegenden Gebäude eingebaut, möglicherweise im Glauben an ihre Wunderkräfte. Einer der am besten erhaltenen Grabsteine liegt an seiner ursprünglichen Stelle auf dem Grund des Flusses Vrbanja.